# Anthony Gale (Offizier)

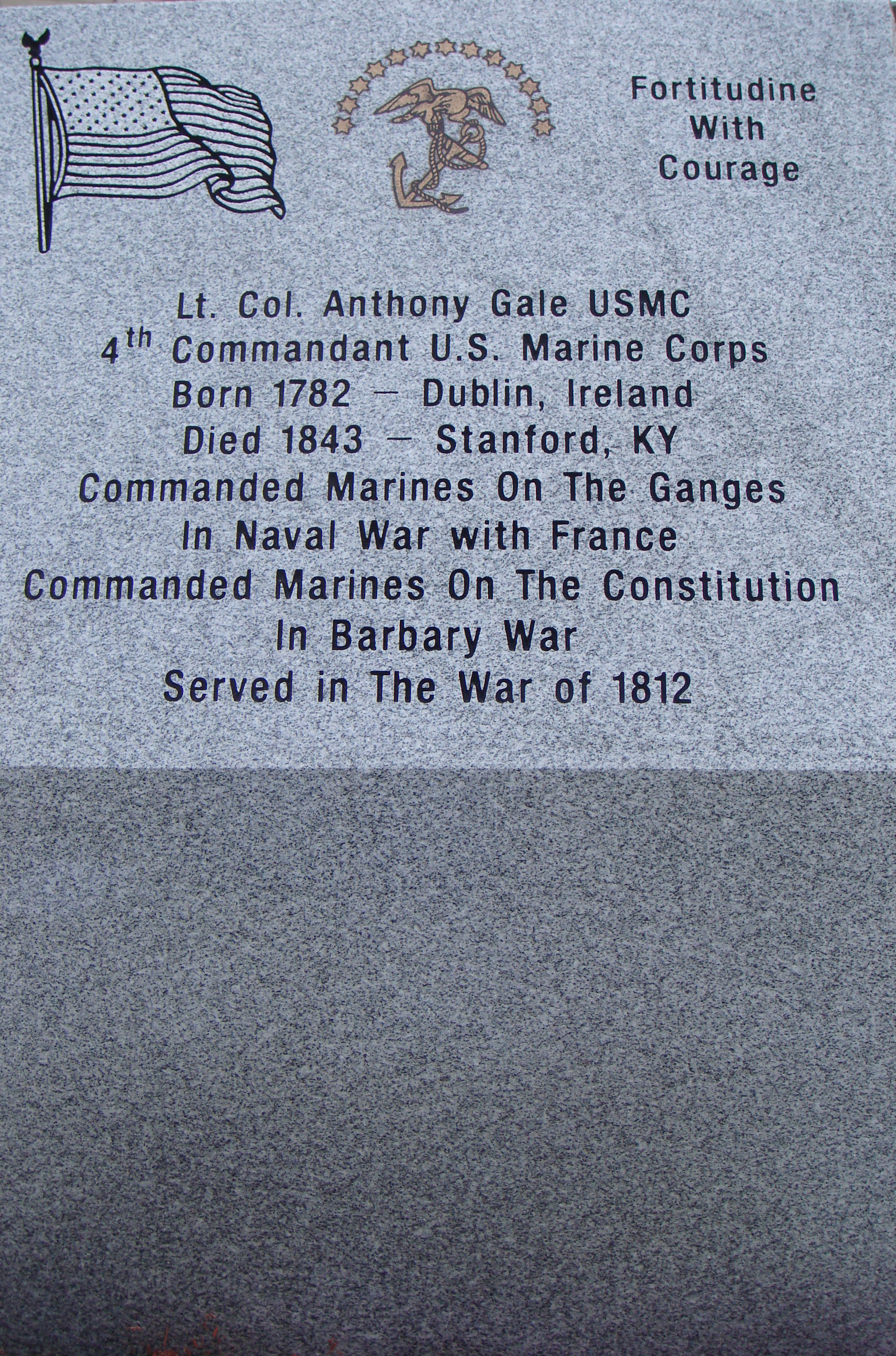
Anthony Gale Monument, Lincoln County Courthouse lawn, Stanford, KY

Anthony Gale (* 17. September 1782 in Dublin, Irland; † 12. Dezember 1843 in Stanford, Lincoln County, Kentucky) war der vierte Commandant des United States Marine Corps und der einzige, der seines Amtes enthoben wurde. Er ist auch der einzige Befehlshaber der Marines, von dem kein Porträt bekannt ist; auch über seine Grabstätte gibt es keine Aufzeichnungen.

## Leben

### Jugend
Es wird angenommen, dass Gale am 17. September 1782 als Sohn von Anthony Gale und Anne Delany in Queen’s County (heute County Laois) in Irland geboren wurde. Sein Vater verstarb im Jahr seiner Geburt und der junge Gale ging nach Amerika. Einige Quellen besagen, dass er am 26. Juli 1798 zum Leutnant ernannt wurde. Allerdings findet sich die Abschrift eines Briefes, den Gale am 23. Oktober 1838 an Präsident Martin Van Buren schrieb; in diesem erwähnt er, in seinem neunzehnten Lebensjahr in das Militär eingetreten zu sein. Dem folgend müsste sein Geburtsjahr 1779–1780 sein.
Gale beantragte am 15. Juni 1798 die amerikanische Staatsbürgerschaft. Das Einbürgerungsverfahren wurde am 17. November 1801 abgeschlossen. Er heiratete am 4. Januar 1800 Catherine Swope und ließ sich mit ihr in Philadelphia nieder. Das Ehepaar hatte drei Kinder.

### Nach der Dienstzeit

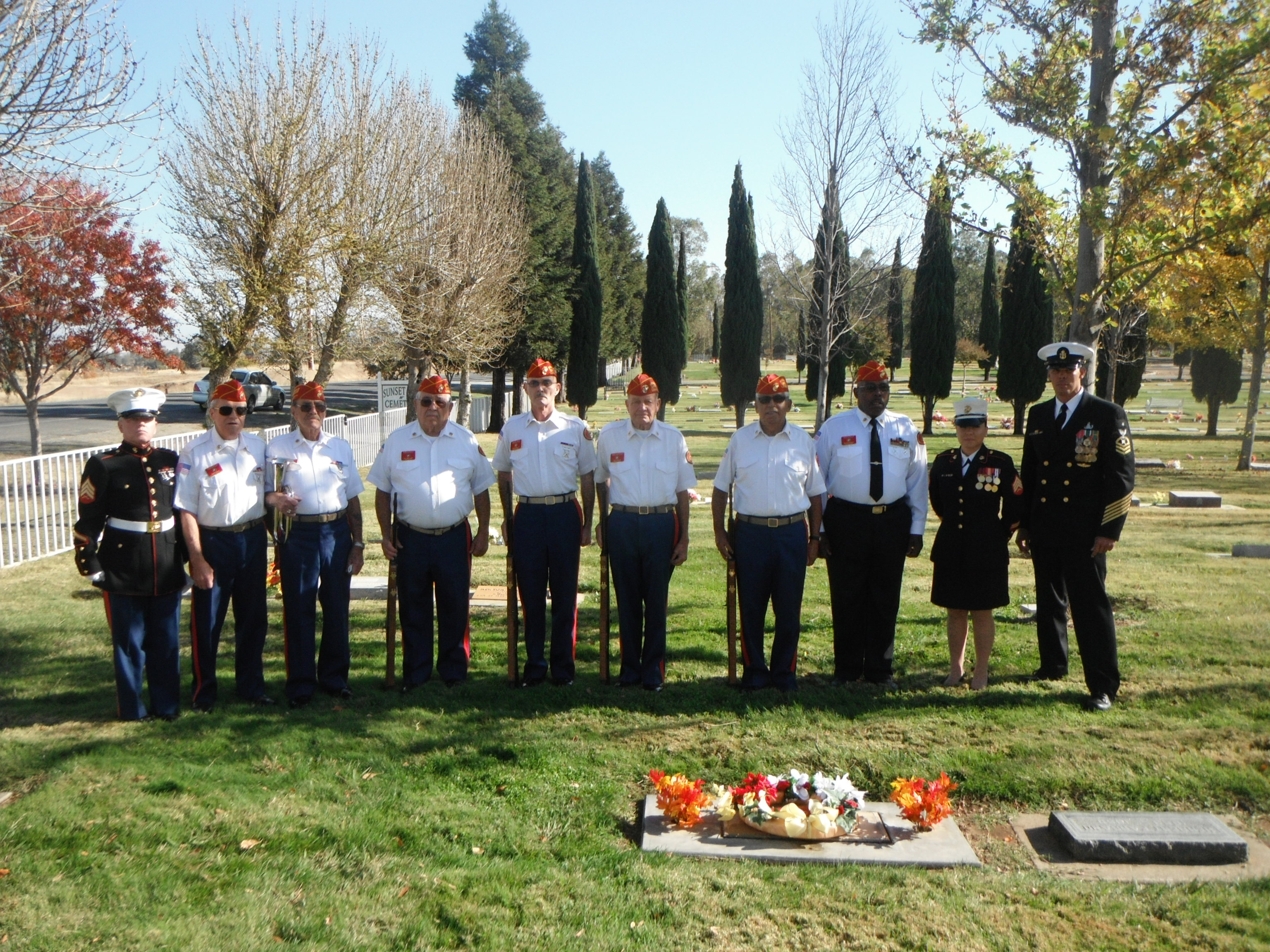
Marine Corps League, Ehrenwache

Gale ging nach seiner Entlassung im Oktober 1820 von Washington zurück nach Philadelphia, wo er einige Monate im Krankenhaus verbrachte. Er zog dann nach Stanford, Kentucky. Mit dem Beweis ausgestattet, dass er während seiner Zeit als Commandant unter der Belastung einer vorübergehenden geistigen Beeinträchtigung gestanden hatte, unternahm er fünfzehn Jahre lang den Versuch, den Spruch des Kriegsgerichts rückgängig zu machen und sich zu rehabilitieren. Er wurde schließlich im Jahr 1835 von der Regierung teilweise freigesprochen und erhielt eine Pension von 15 Dollar pro Monat zugesprochen.

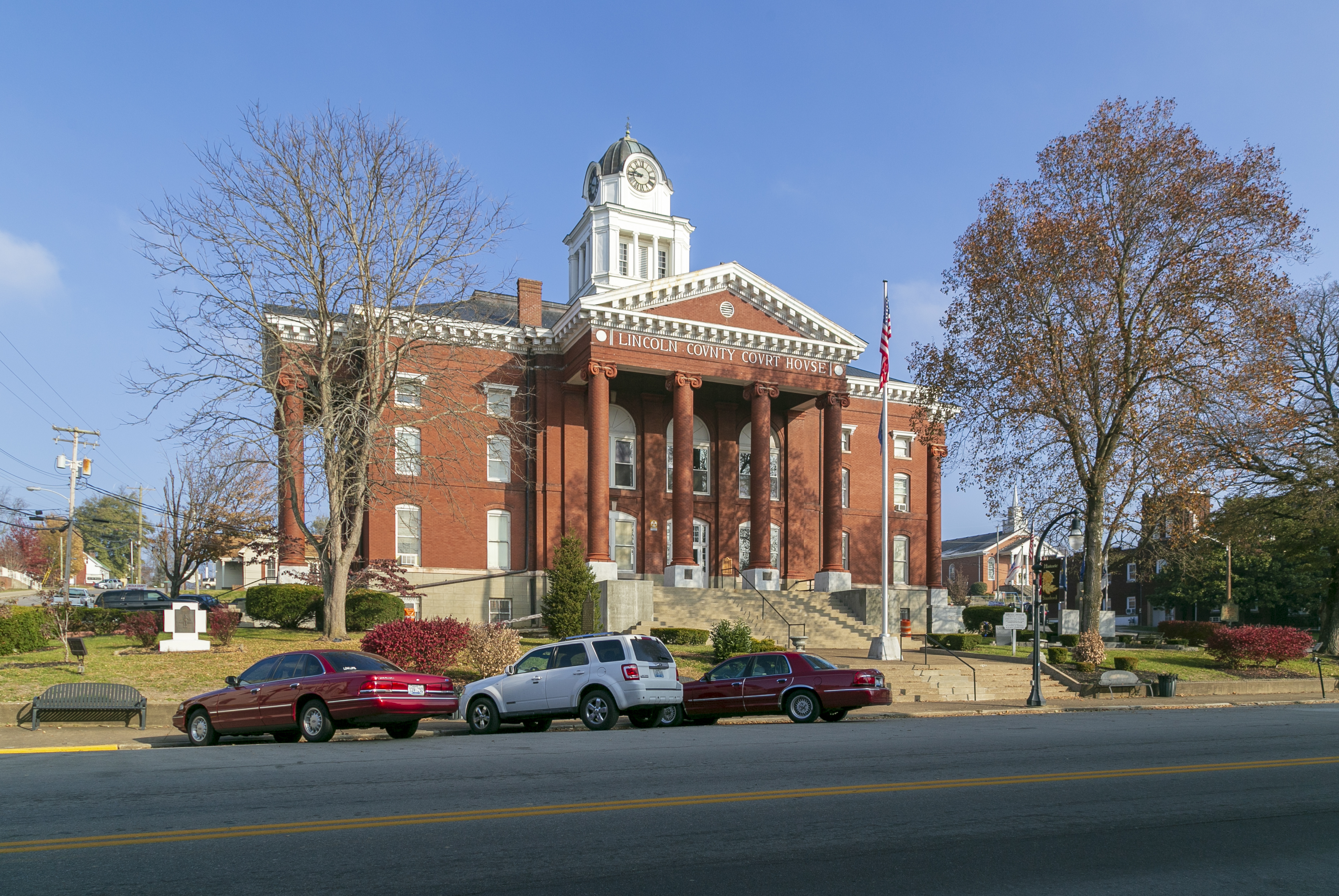
Lincoln County Courthouse – Stanford, Kentucky

Obwohl einige Quellen sein Sterbedatum mit dem 12. Dezember 1842 angeben, ist überwiegend belegt, dass er am 12. Dezember 1843 verstarb. Von den Marines wurden verschiedene, stets erfolglose Versuche unternommen, das Grab von Gale ausfindig zu machen. Anstelle einer Grabtafel wurde am 6. März 2010 am Lincoln County Courthouse in Gales letztem Wohnort Stanford, Kentucky, eine Gedenktafel enthüllt. Die Marine Corps League, Department of Kentucky, hat es in Ausführung der Vorschrift aus Kapitel 6 des Marine Corps Befehls 3040.4 übernommen, jedes Jahr am 10. November, dem Gründungstag der Marines, einen Kranz an der Gedenktafel niederzulegen.

## Dienstzeit und Laufbahn

### Frühe Jahre
Gale wurde in der kriegsähnlichen Auseinandersetzung mit den Franzosen, im amerikanisch-tripolitanischen Krieg und im britisch-amerikanischen Krieg von 1812 eingesetzt. Aus Ärger über dessen Verhalten gegenüber einem Wachposten der Marines tötete er Lieutenant Allen MacKenzie, U.S. Navy, in einem Duell. Dieser Vorfall, der als Affront gegen das Korps empfunden wurde, führte dazu, dass Commandant William W. Burrows ausdrücklich betonte, Gale habe im Gegenteil die Ehre des Corps verteidigt. Für seine Rolle bei der Belagerung von Fort McHenry im Krieg von 1812 erhielt Gale eine ehrenhafte Erwähnung („an active and gallant part“).
Während seines Kommandos in Philadelphia kam es im Jahr 1815 zu einer Auseinandersetzung mit Commandant Franklin Wharton über den Bau von Kasernen. Wharton reagierte auf den Vorwurf, zu viel Geld für das Projekt ausgegeben zu haben, indem er Gale beschuldigte, extravagante Offiziersunterkünfte zu bauen. Ein Untersuchungsausschuss entlastete Gale zwar, aber er wurde auf einen wenig begehrten Posten in New Orleans verbannt. Dort plagten ihn angeblich Verfolgungsängste und er fing an, stark zu trinken.

### Aufstieg zum Kommandeur
Als Wharton am 1. September 1818 starb, war Gale im Rang eines Majors (ehrenhalber) in der Rangliste der Marines an zweiter Stelle. Er war jedoch zu umstritten, um die Nachfolge als Commandant direkt antreten zu können. Archibald Henderson, ebenfalls Major ehrenhalber, gelang es, seine Ernennung zum interimistischen Befehlshaber  (Acting Commandant) durchzusetzen. Henderson unterließ es auch nicht, den neuen Secretary of the Navy, Smith Thompson, über seine Zweifel an Gales Qualifikation zu informieren. In einem Versuch, Gale weiter zu diskreditieren, ließ Henderson im Februar 1819 erneut einen Untersuchungsausschuss das Verhalten Gales während seines Kommandos in Philadelphia prüfen. Allerdings musste Henderson während seiner Vernehmung vor dem Ausschuss einräumen, dass seine Anschuldigungen auf Hörensagen beruhten. Nach der erneuten Feststellung des Ausschusses, dass kein Fehlverhalten vorlag, wurde Gale nach 21 Dienstjahren zum Oberstleutnant befördert und somit als dienstältester Offizier am 3. März 1819 vierter (ordentlicher) Commandant des Marine Corps.

### Probleme im Kommando
Marineminister Smith Thompson distanzierte sich tendenziell von Gale und widerrief recht häufig dessen Anweisungen. Schließlich unterbreitete Gale am 8. August 1829 eine Denkschrift, in der er die Differenzen zwischen der politischen Führung der Marine und seinem eigenen Kommando analysierte; er kam zu dem Ergebnis, dass seine Funktion als Befehlshaber der Marines beschädigt sei. Es wird auch behauptet, dass er zu dieser Zeit wieder begann, stark zu trinken. Acht Tage nach Einreichung seines Papiers wurde Gale darüber informiert, dass der Minister erneut Einzelentscheidungen in Personalangelegenheiten des Corps getroffen hatte, ohne ihn zu beteiligen. Weitere zwei Wochen später, am 29. August, wurde Gale mit der Ankündigung eines Kriegsgerichtsverfahrens verhaftet.

### Kriegsgerichtsverfahren und Entlassung
Gale wurde am 11. September 1820 angeklagt. Erster Anklagepunkt war, dass Gale im August des Jahres sechsmal in Washington öffentlich wegen Trunkenheit aufgefallen sei. Der zweite Anklagepunkt lautete auf unziemliches Verhalten als Offizier („conduct unbecoming an officer and a gentleman“). Dieser Punkt wurde spezifiziert: Gale habe ein Bordell in der Nähe der Marines Kaserne „in open and disgraceful manner“ besucht, er habe Lieutenant Richard M. Desha, Zahlmeister des Corps und Sohn des Kongressabgeordneten Joseph Desha aus Kentucky (der Gale früher Veruntreuung vorgeworfen hatte) einen verdammten Schurken, Lügner und Feigling („a damned rascal, liar and coward“) genannt und ihm persönliche Züchtigung angedroht,  und er habe vor der Marines Kaserne lauthals ausgerufen, er schere sich nicht um den Präsidenten, um Jesus Christus oder um Gott, den Allmächtigen. Der dritte Anklagepunkt betraf eine behauptet falsche schriftliche Erklärung Gales, er habe keine Angehörigen der Marines für persönliche Dienste eingesetzt, obwohl er vom 17. Oktober 1819 bis 3. Juni 1829 einen Mann als Diener und Kutscher eingesetzt hatte. Der vierte und letzte Anklagepunkt lautete, Gale habe zwischen dem 1. und 8. September gegen den verhängten Hausarrest verstoßen.
Bei der Verhandlung gegen Gale fielen Unregelmäßigkeiten auf. Major Miller, der bei der Berufung Gales zum Commandant einer seiner wichtigsten Gegenspieler gewesen war, hatte nicht nur die Anklageschrift verfasst, sondern wurde auch zum Ankläger ernannt. Lieutenant Desha, ein Zeuge der Anklage, wurde zu einem zusätzlichen (supernumerary) Mitglied der Kammer gemacht und fungierte als Ersatzrichter für den Fall, dass ein ordentlicher Richter nicht erscheinen sollte. Desha lehnte diese Berufung ab, wurde aber vom Gericht mit der Begründung, er und nicht Gale habe diesen Einspruch erhoben, überstimmt.
Das Gericht befand Gale schuldig. Präsident James Monroe bestätigte das Urteil und Gale wurde am 18. Oktober 1829 aus seinem Amt entfernt.